# Effraction (film, 1983)
Cet article concerne le film de Daniel Duval. Pour le film de Joel Schumacher, voir Effraction.
Pour les articles homonymes, voir Effraction.
Pour plus de détails, voir Fiche technique et Distribution.
Effraction est un film français réalisé par Daniel Duval en 1982 et sorti en 1983.

## Synopsis
Lors d'un braquage qui tourne mal, Valentin Tralande tue ses complices et les clients d'une banque. Seul avec un confortable butin, désœuvré, après un long périple, il se réfugie dans un hôtel de luxe, où son attitude étrange interpelle la direction qui par précaution prévient la police. Quand on demande à Tralande de descendre « pour une question de registre », il sort de sa chambre, tue l'un des policiers venu à sa rencontre, puis un second. il entre ensuite dans une chambre louée par Kristine et Pierre qui viennent de se rencontrer et de passer la nuit ensemble. Il prend le couple en otage et demande un véhicule pour fuir, commence alors une longue traque avec voitures de police, hélicoptère et gendarmerie qui finira par la mort de Valentin.

## Fiche technique
- Titre : Effraction
- Réalisation : Daniel Duval
- Scénario : Daniel Duval et Francis Ryck d'après son roman
- Dialogues : Daniel Duval et Francis Ryck
- Photographie : Michel Cenet
- Photographe de plateau : Yves Mirkine
- Musique : Maurice Vander
- Montage : Eva Zora
- Producteur : Benjamin Simon
- Société de production : ATC 3000 (Paris)
- Pays de production :  France
- Lieu de tournage : La Vésubie, Alpes-Maritimes
- Durée : 94 minutes
- Genre : Drame et thriller
- Date de sortie : France - 6 avril 1983

## Distribution
- Marlène Jobert : Kristine
- Bruno Cremer : Pierre
- Jacques Villeret : Valentin Tralande
- Florent Pagny : le jeune homme agressé
- Jean-Pierre Dravel : Le commissaire
- Robert Darame : L'adjoint du commissaire
- Denise Filiatrault : La barmaid
- Robert Kramer : Le garçon d'étage
- François Lafarge : Le directeur de la banque
- Philippe Landoulsi : Le réceptionniste
- Maxime Leroux : Un gangster
- Jean-Pierre Massonneau: Un gangster
- Jacques Vincey: Un gangster
- Bernard Montagner : Un inspecteur
- Jean-Pierre Thomacini : Un inspecteur
- Georges Licastro : Le directeur de l'hôtel
- Ines Neff : La belle femme de l'hôtel
- Alain Sfez : Le caissier
- Magali Leris : La prostituée
- Francis Abbo : Le chauffeur de taxi
- Benjamin Simon : Le voyageur du train